# Gabriela Csinová
Gabriela Csinová (* 4. listopadu 1980 Bratislava) je slovenská herečka romského původu, sestra herce a zpěváka Karola Csina.
V roce 2004 ukončila studium herectví na VŠMU v Bratislavě. Televizním divákům je známá ze seriálu České televize Nemocnice na kraji města po dvaceti letech, kde ztvárnila roli Kamily. Také účinkovala v muzikálu Cikáni jdou do nebe, v televizní inscenaci Jiný člověk a na Nové scéně účinkuje v komedii Nemocnice na pokraji v režii Romana Poláka.